# Leichtathletik-Weltmeisterschaften 2015/Teilnehmer (Kroatien)
| Gelbes Symbol für Goldmedaillen mit stilisierten Olympischen Ringen | Graues Symbol für Silbermedaillen mit stilisierten Olympischen Ringen | Braundes Symbol für Bronzemedaillen mit stilisierten Olympischen Ringen |
| ------------------------------------------------------------------- | --------------------------------------------------------------------- | ----------------------------------------------------------------------- |
| —                                                                   | 2                                                                     | —                                                                       |

Der Leichtathletikverband Kroatiens nominierte sechs Athleten für die Leichtathletik-Weltmeisterschaften 2015 in der chinesischen Hauptstadt Peking.

## Medaillen
Mit zwei gewonnenen Silbermedaillen belegte das kroatische Team Rang 20 im Medaillenspiegel.

### Medaillengewinner

#### Silber
- Blanka Vlašić: Hochsprung
- Sandra Perković: Diskuswurf

## Ergebnisse

### Männer

#### Sprung/Wurf
| Athlet        | Disziplin      | Qualifikation | Qualifikation | Finale             | Finale             |
| Athlet        | Disziplin      | Weite/Höhe    | Platz         | Weite/Höhe         | Platz              |
| ------------- | -------------- | ------------- | ------------- | ------------------ | ------------------ |
| Ivan Horvat   | Stabhochsprung | 5,70 m        | 15            | 5,95 m             | 9                  |
| Marin Premeru | Kugelstoßen    | 19,33 m       | 23            | nicht qualifiziert | nicht qualifiziert |

### Frauen

#### Laufdisziplinen
| Athletin         | Disziplin    | Vorlauf | Vorlauf | Halbfinale | Halbfinale | Finale             | Finale             |
| Athletin         | Disziplin    | Zeit    | Platz   | Zeit       | Platz      | Zeit               | Platz              |
| ---------------- | ------------ | ------- | ------- | ---------- | ---------- | ------------------ | ------------------ |
| Andrea Ivančević | 100 m Hürden | 12,88 s | 9       | 33,95 s    | 20         | nicht qualifiziert | nicht qualifiziert |

#### Sprung/Wurf
| Athletin        | Disziplin  | Qualifikation | Qualifikation | Finale     | Finale |
| Athletin        | Disziplin  | Weite/Höhe    | Platz         | Weite/Höhe | Platz  |
| --------------- | ---------- | ------------- | ------------- | ---------- | ------ |
| Ana Šimić       | Hochsprung | 1,92 m        | 1             | 1,88 m     | 9      |
| Blanka Vlašić   | Hochsprung | 1,92 m        | 1             | 2,01 m     | Silber |
| Sandra Perković | Diskuswurf | 64,51 m       | 2             | 67,39 m    | Silber |